# Nemapteryx
Nemapteryx is een geslacht van straalvinnige vissen uit de familie van christusvissen (Ariidae).

## Soorten
- Nemapteryx armiger (De Vis, 1884)
- Nemapteryx augusta (Roberts, 1978)
- Nemapteryx bleekeri (Popta, 1900)
- Nemapteryx caelata (Valenciennes, 1840)
- Nemapteryx macronotacantha (Bleeker, 1846)
- Nemapteryx nenga (Hamilton, 1822)